# بخش اوئانکا

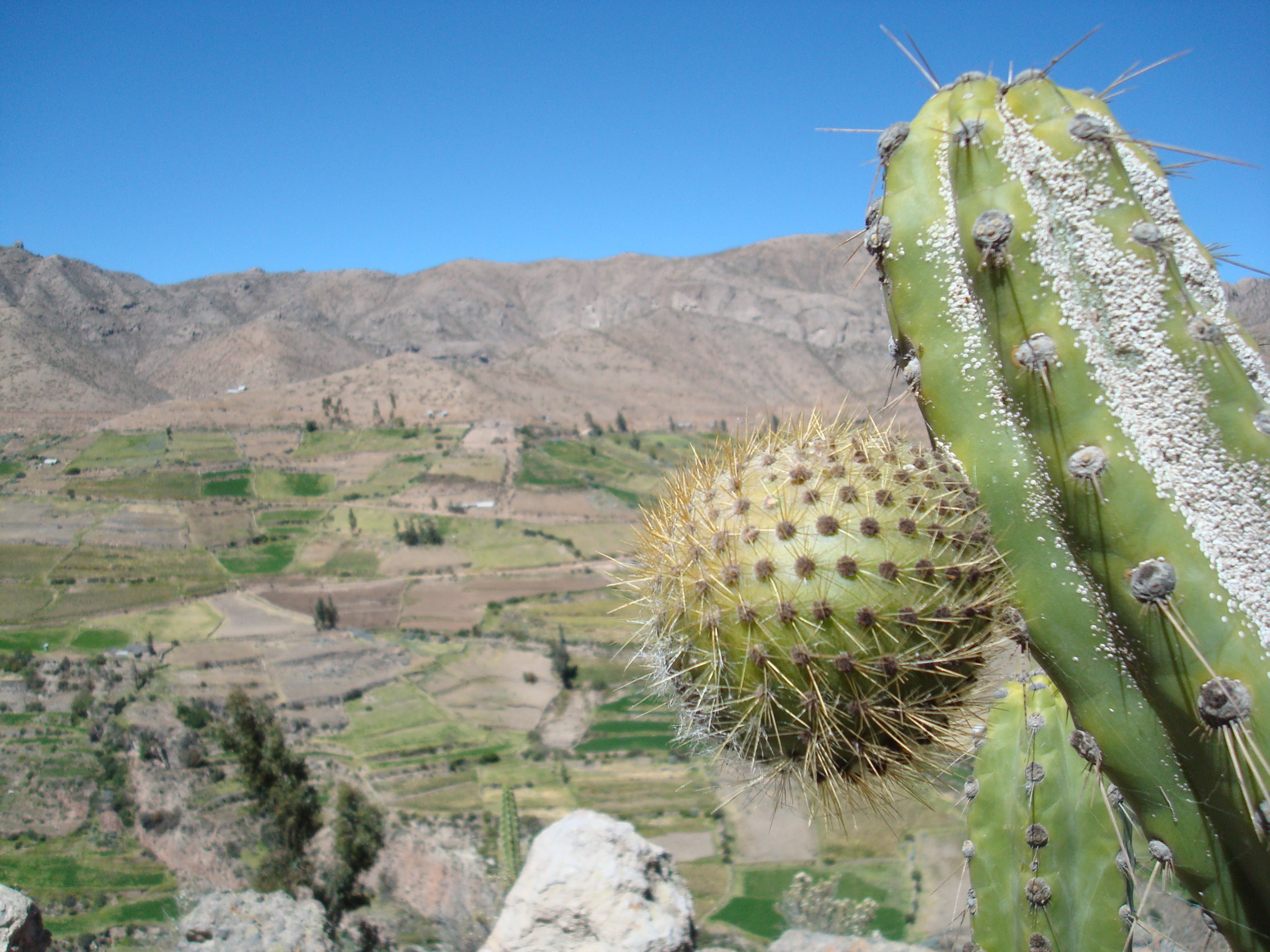
بخش اوئانکا

بخش اوئانکا (به اسپانیایی: Distrito de Huanca) یک بخش در پرو است که در استان کایوما واقع شده‌است. بخش اوئانکا ۳۹۱٫۱۶ کیلومتر مربع مساحت و ۱٬۹۱۹ نفر جمعیت دارد و ۳٬۰۸۰ متر بالاتر از سطح دریا واقع شده‌است.